# 猫の集会
『猫の集会』（ねこのしゅうかい）は、新海誠が2007年にNHKの「アニ＊クリ15」用に制作した短編アニメーション作品である。音楽は過去の作品同様に天門が作曲した。

## ストーリー
4人家族に飼われている猫のチョビ。人間たちの無神経な振る舞いに苛立ちを募らせていたチョビは…（約1分）

## 主な登場キャラクター
娘・チョビ（猫）
声 - 寺崎裕香
母
声 - 中川玲
父
声 - 前田剛
祖母
声 - 尾小平志津香

## 制作スタッフ
- 監督・絵コンテ・背景美術・色彩設計・撮影：新海誠
- キャラクターデザイン・原画：西村貴世
- 音楽：天門
- 動画：MAYA
- 彩色：後美由紀